# Pachyplectron aphyllum
Pachyplectron aphyllum är en orkidéart som beskrevs av Tamotsu Hashimoto. Pachyplectron aphyllum ingår i släktet Pachyplectron och familjen orkidéer.
Artens utbredningsområde är Nya Kaledonien. Inga underarter finns listade i Catalogue of Life.